# 전하량 보존 법칙
전하량 보존 법칙(電荷量 保存 法則) 전하의 총 양은 보존된다는 법칙으로, 이 법칙에 의하면 전하는 새로 만들어지거나 소멸되지 않고 처음의 양을 유지한다. 전기량 보존법칙 또는 전하 보존법칙이라고도 한다.

## 개요
화학 변화에서는 원자의 결합이 변할 뿐이고, 원자가 변화하거나 질량이 변화하지 않으므로 질량 보존의 법칙이 성립된다고 생각할 수 있다.  그러나 원자의 변화나 미립자의 변화를 문제로 할 때에는 질량이 감소되어 에너지가 변화하므로, 질량 보존의 법칙은 일반적으로 성립하는 법칙은 아니다.  그런데, 전하에 있어서는 폐쇄 상태의 전하를 생각했을 경우 전하는 항상 일정하게 보존된다. 이것을 전하 보존의 법칙(전기량 보존의 법칙)이라 한다.  즉, 두 물체 사이에 전하가 이동해도 그것에 관계한 물체의 전하 총량을 생각했을 경우에는, 전하의 이동 전과 이동 후의 전하 총량은 같다.  예를 들면, 대전되지 않은 털가죽과 에보나이트 막대를 문지르면 털가죽은 양으로 대전되고 에보나이트 막대는 음으로 대전된다.  이때의 전하를 각각 +Q1(Q1>0), －Q2(Q2>0)로 하면 2개 물체 이외에 전하의 이동이 없다면     0=(+Q1)+(－Q2)가 된다. 이때 0은 양·음의 전하가 같은 양인 것을 나타낸다. 전하에 양·음의 부호를 붙인 것은 계산상 편리할 뿐만 아니라, 양·음이 서로 상대의 작용을 중화하는 작용을 나타내기 때문에 사용되고 있다.

## 같이 보기
- 전기용량
- 키르히호프의 전기회로 법칙
- 맥스웰 방정식
- 전하 밀도